# Mesto
Mesto je naselje, ki je upravno, gospodarsko in kulturno središče širšega območja.
Mesto je tudi večji, centraliziran in omejen prostor na križišču pomembnih prometnih poti s svojo administrativno in oskrbno strukturo. Mesta so z vidika kulture idealen primer zgoščenega kulturnega prostora, z vidika sociologije je mesto razmeroma gosto poseljeno območje z veliko ljudmi, ki so trdno omejene skupnosti (običajno občine) z enotnim javnim vodstvom oziroma občinsko upravo in imajo svojo suverenost, svojo vlado, svojo kulturo in družbeno zelo raznoliko populacijo. Mesto je zapleten družbeni pojav, ki se spreminja v času in prostoru in glede na to mesta nastopajo v različnih oblikah in z različnimi funkcijami.
Znanost, ki se ukvarja z raziskovanjem mesta, imenujemo urbanizem.

## Oblika in razvoj

### Velikost in vrsta mest
Glede na velikost, pomembnost ali vsebinsko funkcijo razlikujemo mesta:
- glede na velikost mesta v državi in svetu: majhno, srednje in veliko mesto, milijonsko mesto, velemesto, metropolitansko območje, tudi svetovna metropola, Megacity, Datatown, Megalopolis, Globalno mesto, Megaplex in podobni izrazi glede na funkcijo in velikost;
- glede na razvoj in naravo funkcij: deželno mesto, podeželsko mesto, civilno mesto ali trgovsko mesto, kraljevsko ali škofovsko mesto, univerzitetno mesto, utrjeno mesto, grajsko mesto, letoviško mesto, industrijsko mesto, občinsko mesto, gorsko mestece, srednjeveško mesto, satelitsko mesto, načrtovano mesto,...
- Datatown je antiteza sodobnega mesta (Megacity). Nizozemski arhitekt Winy Maas pravi, da je to hipotetično, samozadostno mesto podatkov, z ostro določenimi in nepropustnimi mejami z velikostjo 400 x 400 km (radij dostopnosti s hitrim vlakom) in ne posnema in ni odraz kakršnegakoli sloga ali modela.

Združeni narodi so v svoji publikaciji Demographic Yearbook že leta 1952 za razmejitev mest oziroma mestnih regij od pripadajočega podeželja, priporočili tri različne kriterije (količinskega – 20.000 prebivalcev, pravno-zgodovinskega in kriterij gospodarske sestave naselij). Pozneje so strokovnjaki Združenih narodov za prihodnje popise prebivalstva predlagali, da se kot mesta določijo naselja ali najmanjše upravne enote z več kot 10 000 prebivalci.
V Evropi se kriterij število prebivalcev za določitev statusa mesta giblje od 200 prebivalcev na Danskem in severu, v Nemčiji in Franciji 2000, v Avstriji je meja 5000 prebivalcev, v Švici, Italiji, Španiji in Veliki Britaniji je 10.000, na Japonskem pa 50.000 prebivalcev. 
Izraz mesto pravno ni jasno opredeljen in obstajajo tudi izjemni primeri: najmanjše mesto v Nemčiji s 301 prebivalcem (stanje 2007) je na primer Arnis. Za mesto je bilo razglašeno leta 1934, kot je bilo ukinjeno ime kraja Flecken. Najmanjše mesto s starimi mestnimi listinami (mestne pravice so mu bile dodeljene v letu 1326) je Neumark v Turingiji s 480 prebivalci (stanje 2007).

### Urbanistično načrtovanje
Z načrtovanjem mest se ukvarja urbanizem in urbano oblikovanje. Bistvenega pomena za delovanje urbanega mesta je prometno načrtovanje. Z načrti rabe zemljišč in razvoja teh se ustvarja optimalno usklajevanje zasebnih, poslovnih in javnih območjih uporabe, objektov in naprav. Razvojni načrti mesta zagotovijo smeri razvoja urbanizacije in lahko zmanjšajo negativen vpliv aktualnih vprašanj in trendov, kot sta urbanizacija in suburbanizacija.

### Status mesta
Zgodovinski izraz mesto, ki izhaja v Evropi od srednjeveškega prava, je imelo bistvene značilnosti trga, pravico do samouprave, svobodo meščanov, pravica do davka, sodstvo, odpravo tlačanstva, carinski zakon, pravico do hiše in obrambe in pravico do kovanja denarja.
Danes vsaka država sama določa kriterije za pridobitev statusa mesta.
Število mest se lahko povečuje z novimi zazidalnimi površinami ali poimenovanjem naselja v mesto. Temelj nastanka mest je bil postavljen v visokem srednjem veku, baroku (sedež vladarja/utrdba ) in industrijski dobi (primer Jesenice, železarsko mesto). Do leta 1800 je živelo le okoli 25 % nemškega prebivalstva v mestih, v letu 2005 pa že 85 %. Podoben trend je mogoče opaziti v vseh industrializiranih državah, kjer je leta 2005 živelo v mestih med 61 % državljanov (na Irskem) in do 97 % (v Belgiji). Še več podatkov: Japonska 66 %, Avstrija 66 %, Italija 68 %, Rusija 73 %, Švica 75 %, Francija 77 %, ZDA 81 %, Velika Britanija 90 %.
Zelo nizek delež urbanega prebivalstva je v nekaterih državah v razvoju. Nekateri podatki za leto 2005 so: Afganistan 23 %, Etiopija 16 %, Bangladeš 25 %, Eritreja 19 %, Kenija 21 %, Demokratična republika Kongo 32 %, Laos 25 %, Niger 17 %, Ruanda 19 %, Šrilanka 15 %, Tanzanija 24 %, Uganda 13 % in Vietnam 28 %.
V Nemčiji živi v mestih mnogo več prebivalcev kot je svetovno povprečje. Vseh mest je v Nemčiji 2063, leta 2004 je v njih živelo 25.300.000 prebivalcev (30 %), 82 mest je imelo več kot 100.000 prebivalcev. Enajst metropolitanskih območij ima z več kot milijon prebivalcev (tudi z več kot tri milijone prebivalcev).
V Avstriji je bilo leta 2004 več kot 200 mest, od tega pet večjih, vključno z Dunajem, ki ima skoraj dva milijona ljudi in 72 mest z več kot 10.000 prebivalci.
V Švici je bilo leta 2010 okoli 230 mest, med njimi šest velikih in 139 mest z več kot 10.000 prebivalci.
V Evropi (do Urala) je bilo (leta 2004) približno 17 metropolitanskih območij z več kot tremi milijoni prebivalcev in okoli 35 mest z več kot milijon prebivalci.
Po svetu je bilo (leta 2006) 134 aglomeracij z več kot tremi milijoni prebivalcev, več kot 62 mest z več kot 3 milijoni prebivalcev in več kot 310 mest z več kot milijon prebivalci. Od leta 2006 že več kot polovica svetovnega prebivalstva živi v mestih, medtem ko jih je leta 1950 70% živelo na podeželju. Po napovedih Združenih narodov bo svetovni delež urbanega prebivalstva v letu 2030 znašal več kot 60% (glej seznam največjih metropol na svetu). Njihova populacija je običajno etnično, jezikovno, družbeno, kulturno in versko zelo raznolika.
S seznamom mest in naselij, ki sestavljajo statistično območje mesta (Zavod LR Slovenije za statistiko, MG, št. 6/59), je bilo v preteklosti v Sloveniji obravnavano naselje »ne zgolj kot teritorialni pojem, temveč kot dokaj zapleten družbeni in prostorski organizem«. Zakon o razdelitvi Ljudske republike Slovenije na mesta, okraje in občine (Uradni list LRS, št. 11/52, 19/52) je določil tri mesta: glavno mesto Ljubljana, mesti Maribor in Celje, poleg tega pa še 44, nekoliko kasneje pa 48 mestnih občin. Kasneje je nastala vrsta zakonodajnih sprememb. Mestom je bilo vendarle treba priznati, da niso zgolj teritorialni pojem, ampak so dejansko obsežnejši in dokaj zapleteni družbeni in prostorski organizmi. Tako je bilo v Sloveniji leta 1971 68 mestnih naselij od tega samo 10 z več kot 10.000 prebivalci, leta 1982 pa je nastalo 224 mestnih naselij, kamor so bila uvrščena vsa veljavna mesta, vsa občinska središča, turistična naselja in tudi nekatera primestna naselja. S sprejetjem Zakona o lokalni samoupravi (Uradni list RS, št. 72/93) se je v Sloveniji znova odprlo vprašanje opredeljevanja mest in mestnih občin. V navedenem zakonu piše: »Mesto je večje urbano naselje, ki se po velikosti, ekonomski strukturi, prebivalstveni gostoti, naseljenosti in zgodovinskem razvoju razlikuje od drugih naselij:
- Mesto ima več kot 3000 prebivalcev.
- Naselje dobi status mesta z odločitvijo Državnega zbora.
- Glede naselij, ki so status mesta že dobila, v skladu s predpisi, veljavnimi v času podelitve, Državni zbor samo ugotovi, da že imajo status mesta.

Tako je status mesta dobilo 51 naselij. Po spremembi leta 2003 je mest 67, leta 2008 pa 68.
Stopnja urbanizacije se je na podlagi podatkov iz popisov po tedaj veljavnih naborih mestnih naselij spreminjala takole: ob Popisu 1981 je znašala 46,7 % (926.000 mestnih prebivalcev) in ob Popisu 1991 50,5 % (993.000 mestnih prebivalcev), ob Popisu 2002 pa 50,8 % (998.000 mestnih prebivalcev).

### Urbana struktura
Mestna struktura je sestavljena iz elementov mestnih stavb in prometnega omrežja. Neprestano jih je treba prilagajati širitvi in spremembam zahtevanim z razvojem mesta.
Strukturni elementi mesta so:
- Strukturni: stavbe, bloki in pripadajoča zemljišča.
- Organizacijski in načrtovalski pogoji: soseska, četrtna skupnost, mestno jedro.
- Infrastruktura: 
  - prometni sistem: javni prevoz, vlak, avtobus, taksi, tramvaj,...
  - cestno omrežje: eno in večpasovne ceste, ulica in trg, obvoznica,...
  - kolesarsko omrežje
  - pločnik in območji za pešce
- Sistemi za oskrbo z vodo, kanalizacijo, elektriko, plinom, telekomunikacijami, ravnanje z odpadki,....

Mesto kot del mreže je:
- Prostorsko: okolica, druga mesta, regije, dežela in država, morda celo Evropa in svet.
- Funkcionalno: gospodarstvo, finance, trgovina, politika, družba, kultura, šport, itd.
- Politično: svet občine, svet okrožja, dežela, država, Evropska unija
- Specifično prebivalstvo: etičnost in jezik, vera, družbeni razred, starost,...

## Razvoj mesta
Mesta so se praviloma razvila na stičišču prometnih poti ali drugače zaščitenih območjih kot posledica presežkov izdelkov oziroma pridelkov prebivalcev in s tem nastankom trgovine in obrti. Urbana funkcija, kot je blagovna menjava z drugimi območji, je delovala kot osrednje mesto za ruralno zaledje.
Najpomembnejša sprememba, ki je izzvala hiter urbani razvoj, je bila industrializacija in izgradnja železnic. Industrijska revolucija je uvedla ustrezne urbane ekonomije na povsem novih temeljih. Ta proces, ki se je razmahnil v 20. stoletju, je povzročil razvoj suburbanizacije. Pojavil se je srednji razred prebivalstva, ki je gradil hiše izven mesta, razvila se je motorizacija in boljše železniško omrežje, kar je omogočilo premagovanje večjih razdalj med domom in delovnim mestom. Suburbanizacija ima gospodarske, okoljske in družbene posledice, kot je širjenje urbanih območij na prej nerazvita območja in nadaljevanje rasti avtomobilskega prometa.
Proces suburbanizacije je zahteval urbano prenovo mest, nastale so decentralizirane ali subcentralne mestne četrti ali soseske. Mesto je ponovno pridobilo prebivalstvo in moč.

### Zasnova mesta, cestno omrežje, center mesta
Privlačnost mesta določajo lastnosti kot so razvitost javne infrastrukture, pestrost gospodarskih programov, socialna vključenost prebivalcev, izrabljanje opuščenih mestnih območij, preudarno upravljanje z mestnimi ekosistemi, dostopnost do različnih vrst prometa znotraj mesta in omejevanje nenadzorovanega širjenja mesta.
Fizično obliko mesta, ki se sestoji iz ulic, velikosti in oblike zgradb, arhitekture in gostote ter medsebojna razmerja med njimi, proučuje urbana morfologija.
Začetki razvoja mest segajo do 8000 let v zgodovino. Starodavna mesta so bila pogosto postavljena v smereh neba, imela so pravokotni, redkeje krožni ulični sistem. Z razvojem prometa so začeli ločevati pešce od ostalega prometa. Mesto se je razvijalo okoli kakšne pomembne stavbe, ceste so se zvezdasto širile navzven, v pristaniških mestih se je središče mestna prestavilo proti pristanišču. Do 18. stoletja na splošno ločimo štiri pogoste vrste postavitve mesta, razen tiste bolj topografsko pogojene:
- Ulični tip, podolgovata linija naselja zgrajena ob ravni cesti;
- Vnašanje prečnih reber (ulic);
- Kvadratni tip omrežja cest, tudi pravokotni tip;
- Radialni koncentrični tip
- ali kombinacija navedenih.

V 19. stoletju se v mestih že pojavijo zaključene celote in parki.

### Podoba mest, višina stavb, materiali
Ob pogledu na mesto običajno izstopajo visoke stavbe (Zigurat - Babilonski stolp v Babilonu ali srednjeveški cerkveni stolpi). Predvsem od 19. stoletja dalje, ko izum dvigala omogoči gradnjo visokih stavb, izstopajo poslovni objekti kot so v Chicagu in New Yorku v letih 1870-1880, danes Šanghaju in drugje. Glino, kamen in les so nadomestili beton, jeklo in plastika. Pomembne stavbe so bile tudi v preteklosti zgrajene na izstopajočih točkah (hribih) ali v centru mesta, iz bolj trajnih materialov (npr. kamen) in umetniško najbolj zahtevne, medtem ko so bile preproste hiše iz blata ali lesa na obrobju.

### Soseske in socialna struktura
Praviloma hierarhično oblikovane soseske se pojavijo po večjih mestih s širitvijo gospodarstva in priseljevanjem ljudi. Zgornji sloj živi na prostornih lokacijah v zdravih pogojih in prijetnem okolju, nižji sloji prebivalstva pa blizu skupaj v manj ugodnih delih mesta. Okoli leta 1900 do prve svetovne vojne je bilo najgosteje naseljeno mesto na svetu Manhattan, predel Lower East Side ali po drugi svetovni vojni Hongkong. Soseske so že v zgodovini gradili posebej za določene poklice in obrtne funkcije (cehe): poslovni predel, industrijska cona, obala, itd. Prav tako so se soseske oblikovale glede na izvor njenih prebivalcev, na primer v Jeruzalemu armenska, krščanska, muslimanska četrt ali newyorški Chinatown, Harlem ali Spanish Harlem.

## Zgodovinsko pomembna mesta (do približno 1500)
Današnja večja mesta pogosto ustrezajo lokacijam zgodovinsko pomembnih in starodavnih mest, kar se vidi iz arheoloških najdb. Ta mesta so imela že v preteklosti, v času največjega razcveta, več deset tisoč do milijon prebivalcev. Vsa imajo bolj ali manj urbane značilnosti in postavitev, soseske in dokazano socialno strukturo.
Za človeštvo so zgodovinsko pomembna obdobja: mlajša kamena doba v Mali Aziji in Bližnjem vzhodu (Turčija, Izrael in Palestina, od približno 9000 pred našim štetjem), Mezopotamija (od okoli 4000 pred našim štetjem), stara JZ Azija (od približno 3000 pr. n. št.), Stari Egipt (od okoli 2500 pred našim štetjem), Perzija (od okoli 1000 pred našim štetjem), Antična Grčija (od okoli 1000 pred našim štetjem), helenistično obdobje (od približno 400 pr. n. št.), mesta iz islamske zgodovine, Rimsko cesarstvo (od okoli 200 pred našim štetjem), Bizantinsko cesarstvoi (od približno 600), srednjeveška Hanzeatska mesta (od okoli 1200) in renesančna mesta (od okoli 1400) islamska mesta (od približno 650), stara Kitajska (od okoli 1000 pred našim štetjem), stara Japonska (od 200), stara Indija (od okoli 4000 pred našim štetjem), stara JV Azija (od približno 500) stari Ameriki (od okoli 500 pred našim štetjem).
Primeri zgodovinsko pomembnih mest v omenjenih obdobjih, so:
- Mlajša kamena doba ali konec te v Mali Aziji in na Bližnjem vzhodu (Turčija, Izrael in Palestina, od približno 9000 pred našim štetjem) 
  - Antični Jeriho (Mala Azija, proti od približno 9000 našega štetja, danes Palestina)
  - Çatal Höyük (Mala Azija, od okoli 6000 pred našim štetjem, kultura Matrijahalan, danes Turčija)
- Mezopotamija (od okoli 4000 pr. n. št., zdaj Irak in Iran) 
  - Uruk (od okoli 3300 pr. n. št.)
  - Susa (npr. okoli 3500 pr. n. št., zdaj Iran)
  - Ur (od okoli 2500 pr. n. št.)
  - Babilon od okoli 1800 pr. n. št.)
- Stara Zahodna Azija (od okoli 3000 pr. n. št.)
  - Troja (Mala Azija, Helespont od okoli 3000 pr. n. št.)
  - Milet (Mala Azija, Egejsko morje, od 3. tisoč pr. n. št.)
  - Jeruzalem od okoli 1850 pr. n. št.)
- Stari Egipt (od okoli 2500 pr. n. št.) 
  - Memfis (Staro kraljestvo, iz okoli 2500 pr. n. št.)
  - Tebe (Novo kraljestvo, od okoli 1500 pr. n. št.)
- Perzija (od okoli 1000 pr. n. št.) 
  - Perzepolis (od okoli 600 pr. n. št.)
- Antična Grčija od okoli 1000 pr. n. št) 
  - Antični Korint (od okoli 10. st. pr. n. št)
  - Atene (Od 7. stoletja pr. n. št cvetela od okoli 500 pr. n. št.)
- Helenistično obdobje (od okoli 400 pr. n. št.) 
  - Aleksandrija (od okoli 400 pr. n. št., izrivanje Memfisa, danes Egipt)
- Rimsko obdobje (od okoli 200 pr. n. št.) 
  - Rim (od 753 [?] – od okoli 7. pr. n. št., danes Italija)
  - Trier (rimsko vojaško naselje, od približno 30 leta 1800 pr. n. št., danes Nemčija)
  - Köln (rimsko naselje, ime: Colonia Claudia Ara Agripinensum)
- Bizantinsko cesarstvo (od okoli 600) 
  - Bizanc (Od 7. stoletja 1800 pr. n. št, cvetel od približno 600, pred Vzhodnim rimskim cesarstvom: Konstantinopel, kasneje Osmansko cesarstvo - Carigrad, danes Turčija)
  - Solun (od 315 pr. n. št, cvetel od približno 600 kot drugi sedež vlade poleg Carigrada, danes Grčija)
- Srednji vek (od približno 500, predvsem znatno povečanje nemških mest v poznem srednjem veku od okoli 11-1200 )
  - Krakov (mesto ustanovljeno pred 9. stoletjem, pozneje srednjeveška prestolnica Poljske)
  - Köln (največje nemško mesto leta 1180, je skupaj z Jeruzalemom, Konstantinoplom in Rimom imelo v imenu titulo Sveto)
  - Lübeck (glavno hanzeatsko pristanišče od približno 1200, Nemčija)
  - Nürnberg (začasni sedež vseh kraljev in cesarjev Svetega rimskega cesarstva 1105-1571)
  - Milano (glavno mesto Lombardske lige, danes Italija)
- Renesansa (od okoli 1400) 
  - Benetke (od  poznega srednjega veka in renesanse, predvsem iz okoli 1300, zdaj Italija)
  - Firence (od okoli 1400, danes Italija)
  - Augsburg
  - Nürnberg (med 1470-1530 je bilo v cesarstvu zakladnica)
- Islamska urbana zgodovina ( od približno 650 ) 
  - Bagdad (islamsko središče, od približno 750, danes Irak)
  - Isfahan (predvsem Islamsko -iransko središče od približno 1500, ustanovljen okoli 600 pr. n. št. Ahemenidsko cesarstvo zdaj Iran)
  - Timbuktu (od okoli 1400, začetek in konec karavanskih poti, danes Mali)
- Stara Kitajska (od okoli 1000 pred našim štetjem.) 
  - Šjan (izhodišče za svilno pot in Kitajski zid)
- Stara Koreja (od okoli 2300 pred našim štetjem) 
  - Pjongjang (od okoli 2300 pred našim štetjem)
  - Seul (od 18 pred našim štetjem)
- Stara Japonska od okoli 200) 
  - Kjoto (od okoli 200)
- Stara Indija (od okoli 4000 pred našim štetjem.) 
  - Harapa (Indska civilizacija, od približno 4000 našega štetja, danes Pakistan)
- Stara južna Azija (od okoli 500) 
  - Angkor (ogromno tempeljsko mesto, danes Kambodža)
- Stara Amerika (od okoli 500 pred našim štetjem.) 
  - Teotihuacán (od 500 pred našim štetjem, zdaj Mehika)
  - Chan Chan (staro največje še ohranjena ameriško mesto pristanišče, od okoli 1000, danes Peru)

## Največja mesta in mestne regije (po letu 1500)
Človeštvo ni enakomerno naseljeno po vsej Zemlji. Zbrano je v zmernih ali obalnih območjih, kjer so zgodovinski temelji in ugodne naravne razmere, plodna zemlja, prijetno tropsko in subtropsko podnebje. Gostota prebivalstva je bila vedno pomembna še zlasti za gospodarsko uspešnost. Presenetljivo je, da je večina več deset milijonskih mest na razvijajočih se trgih, vendar na tistih, ki imajo nadpovprečno stopnjo gospodarske rasti kot so Kitajska in Indija. V nadaljevanju našteta, so najbolj sodobna mesta ali gosto naseljene urbane regije po letu 1500. Trenutno predstavljajo najbolj pomembne svetovne centre rasti in pogosto združujejo petdeset ali več odstotkov celotnih sredstev (populacije, energije, itd.) in gospodarstvo države, v kateri se nahajajo, npr. Ciudad de Mexico (približno šestdeset odstotkov mehiških virov in gospodarstva), Buenos Aires (približno 50% Argentinskih virov in gospodarstva) ali Seul (Južna Koreja).
Še posebej od leta 1990 dalje, s tako imenovano globalizacijo, število prebivalcev mestnih regijah hitro doseže deset milijonov prebivalcev. Največja metropolitanska območja so:
| Evropa: - Pariz (Francija) - London (Velika Britanija) - Moskva (Rusija) - Carigrad (Turčija) - Porenje (Nemčija) - Milano (Italija) - Madrid (Španija) - Berlin ((Nemčija) - Rim (Italija) - Atene (Grčija) - Dunaj (Avstrija) | Azija: - Tokio (Japonska) - Osaka (Japonska) - Čongčing (LR Kitajska) - Šanghaj (LR Kitajska) - Peking (LR Kitajska) - Hongkong (LR Kitajska) - Šenjang LR Kitajska) - Tjandžin (LR Kitajska) - Guangdžou (LR Kitajska) - Hošiminh (prej Saigon, Vietnam) - Seul (Južna Koreja) - Džakarta (Indonezija) - Bangkok (Tajska) - Delhi (Indija) - Kalkuta (Indija) - Mumbaj (Indija) - Karači (Pakistan) - Manila (Filipini) - Cebu (Filipini) - Davao (Filipini) - Tajpej (Tajvan) - Pusan (Južna Koreja) | Afrika: - Kairo/Al-Qahirah (Egipt) - Lagos (Nigerija) - Kinšasa (Kongo) - Kartum (Sudan) - Johannesburg (Južna Afrika) - Adis Abeba (Etiopija) - Casablanca (Maroko) - Cape Town (Južna Afrika) - Dar es Salaam (Tanzanija) | Amerika: - Ciudad de Mexico (Mehika) - New York (ZDA) - Buenos Aires (Argentina) - São Paulo (Brazilija) - Los Angeles (ZDA) - Chichago (ZDA) - Lima (Peru) - Bogota (Kolumbija) - Santiago de Chile (Čile) - Rio de Janeiro (Brazilija) - Toronto (Kanada) - Montréal (Kanada) | Avstralija in Oceanija: - Sydney (Avstralija) - Melbourne (Avstralija) - Auckland (Nova Zelandija) |

## Razvoj mest v Evropi

### Antika
Zahodna mesta imajo svoje korenine v grško-rimski kulturi antičnega sveta.

### Grška in Feničanska kolonizacija
Kultura polisa v antični Grčiji med letoma 800-338 pred našim štetjem (Antična Šparta, Antični Korint, Atene) se je razširila v Azijo (Milet, Efez) in na Krim, v Magno Graecio, tj. na Sicilijo (Sirakuze) in v južno Italijo (Taranto), nadalje na jug Francije (Marseille), v severno Afriko (Kirena) in kasneje v času helenizma, po vsem Orientu.
V kontekstu grške kolonizacije so običajne, med oblikovanjem novih mest, kultne in politične vezi. Primerljiv razvoj so doživele tudi ne-grške (feničanske, etruščanske, latinske) mestne države. Tipična primera sta Kartagina in Rim.

### Rimsko cesarstvo
V Rimskem cesarstvu je bila, v glavnem v zahodni Evropi in tudi v rimskih provincah v Afriki in na Balkanu, urbanizacija v razcvetu. Rim je imel v tem obdobju prefinjeno urbano strukturo s skoraj 1.000.000 prebivalci.
Za strukturo rimskega mesta je bila značilna oblika šahovnice, ulice so se sekale pod pravim kotom, mesto je bilo običajno obdano z mestnim obzidjem. Središče rimskega mesta oblikuje niz glavnih ulic, ki tečejo od vzhoda do zahoda in ostalih, ki tečejo od severa na jug. V središču je bil forum, kjer se je dogajala večina političnega, verskega in gospodarskega življenja. Tam se je izvajala tudi jurisdikcija. Najbližja forumu je bila bazilika. V bližini foruma je bil Kapitol (glavni tempelj) in drugi pomembni objekti javnega življenja (rimsko gledališče in termalne kopeli). Okoli tega središča so bili bivalni prostori, večinoma enonadstropne, kasneje tudi večnadstropne stanovanjske hiše.
Antična mesta so bila zelo napredna. Oskrba z vodo je bila zagotovljena iz več podzemnih vodnih virov in po akvaduktih. Zato so poznali kopališča za več tisoč ljudi. Hiše so imele talno ogrevanje in toplo vodo. Mesto je imelo čitalnice, knjižnice in športne objekte. V tem času so izumili tudi beton in malto, zato lahko gradili kamnite javne stavbe, kot so športni stadioni in slavoloki, ki so simbolizirali moč Rima.
Romanska mesta v Nemčiji so se razvila predvsem ob Renu in Donavi, v glavnem iz legionarskih taborov: Castra Regina (Regensburg), Augusta Vindelicorum (Augsburg), Confluentes (Koblenz), Colonia Claudia Ara Agrippinensium (Köln), Augusta Treverorum (Trier), Mogontiacum (Mainz), Sorviodurum (Straubing) in Colonia Ulpia Traiana (Xanten).
V Avstriji so mnoga rimska mesta nastala ob limesu ob Donavi, pa tudi v notranjosti: Vindobona (Dunaj) in Carnuntum blizu Dunaja, Iuvavum (Salzburg), Lauriacum na mestu Enns, Virunum v Celovcu, Teurniji v Špitalu na Dravi in Flavia Solva v Lipnici.
V Švici so bila rimska mesta: Augusta Raurica (Kaiseraugst), Aventicum (Avenches), Iulia Equestris / Noviodunum (Nyon) in Forum Claudii Vallensium (Martigny).
V Sloveniji pa Emona (Ljubljana), Celeia (Celje), Poetovio (Ptuj), Nauportus (Vrhnika) in drugi.

### Urbani razvoj v srednjem veku
Z vdorom barbarov so rimska mesta začela propadati. Ohranila so se večinoma tam, kjer so imeli sedež škofje. Urbano življenje je do zgodnjega srednjega veka skoraj izumrlo. Šele v 8. stoletju so se postopoma oblikovala naselja okoli samostanov, gradov in drugih palač. Pojavila so se med Seno in Renom in ob bregovih rek in trgovskih poti proti severu, proti Gentu, Antwerpnu, Duisburgu in drugim. V 10 st. so se že oblikovali večji trgovski centri, mesto pa se je razdelilo na dva dela: na dvorec in trgovski del. Ob gospodarskem razcvetu in trgovini so se razvijala tudi mesta po Evropi. Kot najstarejše mesto velja Freiburg im Breisgau, ustanovljeno leta 1118 in ki je leta 1120 sprejelo napredni mestni zakon. Druga primera v tem obdobju sta Leipzig (1150) in Lübeck (1158). Novi urbani centri so nastali v Italiji (zaradi trgovine z Orientom v križarskih vojnah) in v Flandriji, kjer se je razvila uspešna tekstilna industrija. Val ustanavljanja mest se je umiril v drugi polovici 14. stoletja zaradi kuge in posledično upadanja prebivalstva.
V srednjem veku so se razvile bolj ali manj odvisne mestne države ali mestne republike. To so bila mesta, ki so si pridobila status svobodnega cesarskega mesta Svetega rimskega cesarstva, v Italiji so to bile neodvisne države. V Svetem rimskem cesarstvu so bile te skupnosti svobodne, niso bile pod nobenim vladarjem, temveč neposredno podrejene cesarju z določeno avtonomijo. Zgodovina Evrope, za katero je bila značilna decentralizacija, z neodvisnimi nacionalnimi državami, je bila naklonjena nastanku močnega policentričnega urbanega sistema. Nastalo je kompleksno omrežje velikih, srednje velikih in manjših mest. V posameznem obdobju je bilo v Evropi do 115 takih mest med njimi: Bremen, Frankfurt ob Majni - do leta 1866, Hamburg in Lübeck - do leta 1937, v Italiji mesto Benetke od 726 do 1797, Firence od 12. st. do 1531, Genova od 11. st. do 1797), druge mestne države so bile med drugim Novgorod (1136-1478) in Pskov (13. - 15. st.) v Rusiji in Dubrovnik (Ragusa: 14. st. do 1808) in Republika Krakov (1815-1846).

### Moderna mesta
V obdobju po srednjem veku so se nova mesta gradila bolj načrtno. Mesta so se razvijala v območjih gospodarskih dejavnosti (rudarjenje, tekstilna industrija in podobno) moderno in funkcionalno. Utrjena mesta so bila načrtovana kot trdnjava, saj so imela obrambno vlogo. Tipičen je bil zvezdasti bastijon, ki se je ovijal okoli mesta (primer Palmanova v Italiji).
V baroku je bil vladar trdno zasidran v mestu, v središču mesta je bil glavni trg, njegov grad v mestu je zagotavljal enotnost v gradbenem smislu, višino in barvo kraljeve palače in mestnih stavb.
Začetki industrializacije konec 18. in v 19. stoletju je imela za posledico ponovno preoblikovanje mest. Prej zaprti predeli namenjeni višjim slojem se odpirajo vsem meščanom, rešuje se problematika higiene v mestih.

## Mesta v drugih regijah in državah

### Severna Amerika
V hitro rastočih severnoameriških mestih obstaja nekaj starih mestnih središč s tipičnimi značilnostmi. Za njih je značilna močna suburbanizacija s pravokotnim cestnim omrežjem, večja segmentacija prebivalstva in s tipično silhueto. Osnovni vzorec je Downtown (poslovno središče), prehodno območje in okolica, in je nastal od sredine 19. stoletja dalje. Visoke cene zemljišč in malo prostora je imelo okoli leta 1880 za posledico gradnjo visokih stavb in nebotičnikov.

### Latinska Amerika
Pred kolonialno dobo so Srednjo in Južno Ameriko naseljevale civilizacije kot so Azteki, Maji, Olmeki, Zapoteki in Inki. V središču njihovih mest je bil glavni trg, v glavnih smereh so sledili templji, piramide, palače, ceremonialni objekti, observatorij, igralne naprave, itd., okoli pa precej neorganizirano stanovanja (Tenochtitlán (Azteki, Mehika), Chichen Itza (Maji, Mehika), Copan (Maji, Honduras) Palenque (Maji, Mehika), Monte Alban v Oaxaci (Zapoteki, Mehika)) in terase, stopnice in poti kot v Machu Picchu in v Pisacu (Peru).
Španski kolonisti so gradili predvsem središča držav. Središče mesta je bil, tako kot v Španiji, glavni trg Plaza Mayor s stolnico, mestno hišo in sedežem vlade, obdan s stanovanjskimi območji v obliki šahovnice v kvadratnih blokih (imenovanih manzanas) dimenzij 120 × 120 m. V 20. stoletju so se mesta širila ob glavnih vpadnicah. Na določenih stanovanjskih območjih pogosto tvorijo obroče neformalnih naselij in slumov.

### Orient
Orientalska mesta imajo več kot 5000 letno zgodovino in so zato med najstarejšimi mesti na svetu. Politično, kulturno in družbeno življenje pod je vplivom islama narekovalo tudi razvoj mest. Idealna shema islamskega mesta je bila sestavljena iz glavne mošeje, suka kot poslovnega centra, stanovanjska območja s strogo rasno segregacijo in manjši sub-centri s svojo mošejo in sukom, obzidjem okoli palače in pokopališče.
V 19. st. so se pod vplivom zahoda začenjala spreminjati tudi ta mesta.

### Avstralija
V Avstraliji se status mesta formalno uporablja le v nekaterih državah. Večina držav razlikuje med mestom in naseljem. Kjer je mesto je skoraj vedno tudi središče populacije. Oblikovanje in razmejitev območij je odgovornost pristojne države ali ozemlja države. V vsaki državi in Severnem teritoriju je vsaka površina registrirana in ima uradni status.

## Razvoj mest v Sloveniji
Veliko mest na območju današnje Slovenije je nastalo na antični in srednjeveški osnovi (Celje, Ptuj, Ljubljana, Piran, Škofja Loka, Maribor ipd.). Ta je še vedno lepo vidna v nekaterih starih mestnih jedrih.
Najbolj so se mesta razširila po drugi svetovni vojni, ko so kmetje iz različnih vzrokov opuščali kmetovanje. Ljudje so zapuščali kmečko zemljo (deagrarizacija) in se odseljevali v mesta predvsem tja, kjer so rastle tovarne (depopulacija hribovskih in drugih območij kot so bila Kozjansko, Goriško, Tolminsko, Kočevsko). Tu so se zaposlovali v nekmetijskih dejavnostih (industrializacija - rast in razvoj industrije in terciarne dejavnosti). Posledica je bila hitra urbanizacija.
V zadnjih nekaj letih pa sledimo obratnemu pojavu, ko se ljudje (predvsem zaradi prometne dostopnosti in bolj zdravega bivalnega okolja) zopet izseljujejo iz strogih urbanih središč v predmestja in obmestja, kjer nastajajo nova manjša središča in spalna naselja mestnega značaja.
Večja mesta so v Sloveniji središča mestnih občin. Imajo najmanj 20.000 prebivalcev in so geografsko, gospodarsko in kulturno središče svojega območja. Izjemoma lahko pridobi status mestne občine mesto iz zgodovinskih razlogov, četudi ima manjše število prebivalcev. 
- Ljubljana
- Maribor
- Ptuj
- Celje
- Kranj
- Novo mesto
- Nova Gorica
- Koper
- Krško
- Murska Sobota
- Slovenj Gradec
- Velenje

Glede na OECD-jevo definicijo podeželskih območij nobena izmed slovenskih statističnih regij ne sodi v tip pretežno urbanih regij, to je regij, katerih delež  prebivalstva, živečega v podeželskih občinah, obsega manj kot 15 %. Po omenjeni definiciji so slovenske statistične regije razvrščene:
- pretežno ruralne regije: pomurska, podravska, koroška, savinjska, spodnjeposavska, primorsko-notranjska, goriška, jugovzhodna Slovenija
- zmerno ruralne regije so: zasavska, gorenjska, obalno-kraška, osrednjeslovenska.[2]

## Ekologija
Mesto spada med umetne ekosisteme. Je eno najstarejših umetnih sistemov v človeškem razvoju. Vedno bolj se širijo v naravne ekosisteme in s tem vplivajo na dejavnike živega in neživega okolja. Mestno življenje vpliva tudi na ljudi. To se predvsem vidi v socialnem življenju, več je kriminala, utesnjenosti, odtujenosti, hitrejši način življenja. Značilnosti mestnega okolja so predvsem mestni promet, javna razsvetljava, betonska in asfaltna tla, veliko kolesarjev in pešcev.
Za večino živali in rastlin so v mestu manj ugodne razmere za življenje. Vrste, ki se prilagajajo na mestno življenje so dokaj redke, a imajo določeno prednosti. Tako se vrste, ki jim je človek nehote izboljšal življenjski prostor, pretirano množijo, na primer podgane in golobi, nekatere žuželke.
Večina mest ima prednosti kot so: 
- Skupno življenje je olajšano, bližje so šole, službe, trgovine, zdravstvena oskrba, lažje je premikanje znotraj krajev in med njimi. Olajšana je komunikacija med ljudmi, sloji, hitrejši je razvoj.
- Betonske zgradbe poleti zadržujejo toploto, ta pa ponoči izžareva, zaradi česar je temperatura mest za približno 5 °C višja od temperature v okolici, kar je lahko hud problem poleti.

Veliko mest ima tudi pomanjkljivosti kot so:
- Onesnažen zrak z različnimi plini in prašnimi delci
- Onesnaženi vodni viri
- Znižuje se gladina podtalnice
- Kopičenje odpadkov
- Živali so pri prehranjevanju vedno bolj odvisne od človeka